# Principado de Anhalt-Plötzkau
Anhalt-Plötzkau fue un principado localizado en Alemania. Fue creado en dos ocasiones. Fue creado por primera vez en 1544 tras la partición de Anhalt-Dessau pero el principado cesó su existencia tras la muerte del príncipe Jorge III en 1553 en cuyo punto fue heredado por el príncipe de Anhalt-Zerbst. 
Fue creado por segunda vez en 1603 con la partición del unificado principado de Anhalt; esta vez, con el propósito de crear un principado más grande, fueron extraídas partes de Anhalt-Bernburg. Esta segunda encarnación duró hasta 1665 en cuyo punto el príncipe Lebrecht sucedió como príncipe de Anhalt-Köthen y Plötzkau retornó al principado de Anhalt-Bernburg. 

## Príncipes de Anhalt-Plötzkau 1544-1553
- Jorge III 1544-1553

A Anhalt-Zerbst 1553.

## Príncipes de Anhalt-Plötzkau 1603-1665
- Augusto 1603-1653
- Ernesto Gottlieb 1653-1654
  - Lebrecht 1654-1665 (corregente entre 1653-1654)
  - Emanuel 1654-1665 (corregente entre 1653-1654)

Unido con Anhalt-Bernburg en 1665.